# Wladimiro Falcone
Wladimiro Falcone (Roma, 12 aprile 1995) è un calciatore italiano, portiere del Lecce, di cui è capitano.

## Biografia
Nato e cresciuto a Roma, all'età di 3 mesi è comparso nel film di Carlo Verdone Viaggi di nozze, in una scena in cui lo stesso attore romano lo tiene tra le braccia. Ha continuato a recitare come comparsa in diverse produzioni fino all'età di quattordici anni, prendendo parte alla registrazione sia di film come Amore 14 (la sua ultima esperienza nel settore), sia di serie TV come Distretto di Polizia, Cuore e R.I.S. - Delitti imperfetti.
Ha dichiarato di essere tifoso della Roma.

## Caratteristiche tecniche
(Wladimiro Falcone, tratto da un'intervista a Cronache di Spogliatoio dell'ottobre del 2022.)
Portiere dotato di ottimi fondamentali, ha i suoi punti forti nelle uscite alte e nei riflessi. Nonostante il fisico imponente, ha dimostrato anche una buona rapidità, che lo rende anche abile a parare i calci di rigore.
Ha dichiarato di ispirarsi a Thibaut Courtois.

## Carriera

### Club

#### Inizi
Cresce calcisticamente nella Lodigiani, dove già all'età di 5 anni svolge il ruolo di portiere. Nel 2007 viene tesserato dalla Vigor Perconti, nella quale resta per due stagioni, per poi venire ingaggiato dalla Sampdoria per 7 000 euro.
Diventato il portiere titolare della formazione Primavera della Sampdoria, nel campionato di Serie A 2012-2013 viene portato per cinque volte in panchina da Delio Rossi. Il 1º luglio 2013 firma un contratto quinquennale e diventa ufficialmente il terzo portiere del club blucerchiato, senza però mai esordire in campionato.

#### Anni in prestito
Per la stagione successiva passa in prestito al Como, in Serie C. Svolge inizialmente il ruolo di secondo portiere dietro a Diamante Crispino, anche se da aprile prende il posto da titolare. Gioca in totale 9 partite e alla fine della stagione fa rientro alla Sampdoria. 
Per l'annata 2015-2016 passa in prestito secco al Savona, con cui disputa la sua prima stagione intera da titolare. Nonostante le buone prestazioni del portiere, il club ligure retrocede in Serie D.
Nell'estate del 2016 viene girato in prestito al Livorno, in Serie C. Disputa soltanto 15 minuti contro la Lupa Roma, nella gara vinta dai livornesi per 2-1. A gennaio ritorna nuovamente dalla Sampdoria per ricoprire il ruolo di terzo portiere, firmando un contratto triennale col club blucerchiato.
In vista della stagione 2017-2018 viene ceduto in prestito secco al Bassano Virtus. A causa di un infortunio alla spalla, risulta disponibile solo da dicembre, mese in cui disputa l'unica partita in giallorosso, contro il Vicenza. Rientrato a gennaio alla Sampdoria, viene girato in prestito al Gavorrano, di cui diviene il portiere titolare. Disputa un ottimo girone di ritorno, contribuendo a migliorare la fase difensiva della squadra, che retrocede, tuttavia, in Serie D, perdendo i play-out contro il Cuneo.
Nell'estate del 2018 viene girato in prestito con diritto di riscatto, fissato a 225 000 euro, alla Lucchese. Diventa titolare della squadra toscana, che vivrà una stagione abbastanza turbolenta, tanto da dover disputare i play-out per evitare la retrocessione. Nell'occasione il portiere risulta il protagonista della gara di ritorno dei play-out contro il Bisceglie, terminata ai rigori, parando 3 tiri su 5 e permettendo al club di Lucca di restare in Serie C. Il 17 giugno 2019 viene riscattato dalla Lucchese, ma pochi giorni dopo viene nuovamente acquistato dalla Sampdoria, che versa nelle casse toscane 315 000 euro. Con i blucerchiati firma un contratto quinquennale valido fino al giugno 2024.

#### Ritorno alla Sampdoria e prestito al Cosenza
Il 29 luglio 2020 debutta in Serie A, nella gara persa per 4-1 contro il Milan. La settimana successiva, all'ultima giornata di campionato, viene impiegato nuovamente dal primo minuto, contro il Brescia (gara terminata 1-1).
Il 1º settembre 2020 viene girato in prestito con diritto di riscatto al Cosenza, in Serie B. Gioca il campionato da titolare, fornendo prestazioni molto convincenti, tanto da essere considerato uno dei migliori portieri della categoria e risultando tra i primi in Europa nella speciale classifica dei rigori parati: ben 5 in campionato e 3 in Coppa Italia. Ciononostante, la squadra calabrese non riesce ad evitare la retrocessione in Serie C, poi annullata in seguito al ripescaggio in sostituzione del Chievo, radiato dal campionato.
Per la stagione 2021-2022 viene confermato nella rosa della Sampdoria come riserva del portiere Emil Audero. In seguito all'infortunio di quest'ultimo, diventa titolare per la partita contro la Roma del 22 dicembre 2021, terminata 1-1, fornendo una buona prestazione.
A gennaio, dopo avere contratto il COVID-19 durante le vacanze natalizie, pare destinato a lasciare i blucerchiati, ma, a causa dei problemi fisici di Audero, resta nella rosa della squadra e gioca da titolare. Colleziona 10 presenze stagionali in Serie A.

#### Lecce
Il 17 luglio 2022 viene ceduto in prestito al Lecce, neopromosso in Serie A, con diritto di opzione e contro-opzione. Con 38 presenze risulta il calciatore più impiegato del Lecce in campionato, contribuendo con ottime prestazioni alla salvezza dei salentini; inoltre è riuscito a mantenere la porta inviolata per 6 volte.
Riscattato dal Lecce il 16 giugno 2023 , tre giorni dopo viene controriscattato dalla Sampdoria, ma il 27 luglio seguente viene riacquistato dal Lecce a titolo definitivo. Il 19 gennaio 2025, nella partita di campionato giocata in casa del Cagliari, raggiunge quota 100 presenze con il Lecce. All'inizio della stagione 2025-2026 viene nominato nuovo capitano della squadra.

### Nazionale
Il 17 marzo 2023 viene convocato per la prima volta nella nazionale maggiore italiana dal CT Roberto Mancini, in vista delle partite di qualificazione al campionato europeo contro Inghilterra e Malta.

## Statistiche

### Presenze e reti nei club
Statistiche aggiornate al 25 maggio 2025.
| Stagione         | Squadra          | Campionato       | Campionato | Campionato | Coppe nazionali | Coppe nazionali | Coppe nazionali | Coppe continentali | Coppe continentali | Coppe continentali | Altre coppe | Altre coppe | Altre coppe | Totale | Totale |
| Stagione         | Squadra          | Comp             | Pres       | Reti       | Comp            | Pres            | Reti            | Comp               | Pres               | Reti               | Comp        | Pres        | Reti        | Pres   | Reti   |
| ---------------- | ---------------- | ---------------- | ---------- | ---------- | --------------- | --------------- | --------------- | ------------------ | ------------------ | ------------------ | ----------- | ----------- | ----------- | ------ | ------ |
| 2012-2013        | Sampdoria        | A                | 0          | 0          | CI              | 0               | 0               | -                  | -                  | -                  | -           | -           | -           | 0      | 0      |
| 2013-2014        | Sampdoria        | A                | 0          | 0          | CI              | 0               | 0               | -                  | -                  | -                  | -           | -           | -           | 0      | 0      |
| 2014-2015        | Como             | LP               | 9          | -9         | CI+CI-LP        | 1+4             | -4 + -1         | -                  | -                  | -                  | -           | -           | -           | 14     | -14    |
| 2015-2016        | Savona           | LP               | 29         | -36        | CI-LP           | 2               | -4              | -                  | -                  | -                  | -           | -           | -           | 31     | -40    |
| 2016-gen. 2017   | Livorno          | LP               | 1          | 0          | CI+CI-LP        | 1+1             | -3 + 0          | -                  | -                  | -                  | -           | -           | -           | 3      | -3     |
| gen.-giu. 2017   | Sampdoria        | A                | 0          | 0          | CI              | -               | -               | -                  | -                  | -                  | -           | -           | -           | 0      | 0      |
| 2017-gen. 2018   | Bassano          | C                | 0          | 0          | CI+CI-C         | 0+1             | 0               | -                  | -                  | -                  | -           | -           | -           | 1      | 0      |
| gen.-giu. 2018   | Gavorrano        | C                | 16+2       | -14 + -1   | CI-C            | -               | -               | -                  | -                  | -                  | -           | -           | -           | 18     | -15    |
| 2018-2019        | Lucchese         | C                | 36+4       | -40 + -1   | CI-C            | 0               | 0               | -                  | -                  | -                  | -           | -           | -           | 40     | -41    |
| 2019-2020        | Sampdoria        | A                | 2          | -5         | CI              | 0               | 0               | -                  | -                  | -                  | -           | -           | -           | 2      | -5     |
| 2020-2021        | Cosenza          | B                | 36         | -43        | CI              | 2               | -2              | -                  | -                  | -                  | -           | -           | -           | 38     | -45    |
| 2021-2022        | Sampdoria        | A                | 10         | -14        | CI              | 2               | -5              | -                  | -                  | -                  | -           | -           | -           | 12     | -19    |
| Totale Sampdoria | Totale Sampdoria | Totale Sampdoria | 12         | -19        |                 | 2               | -5              |                    | -                  | -                  |             | -           | -           | 14     | -24    |
| 2022-2023        | Lecce            | A                | 38         | -46        | CI              | 1               | -3              | -                  | -                  | -                  | -           | -           | -           | 39     | -49    |
| 2023-2024        | Lecce            | A                | 38         | -54        | CI              | 1               | 0               | -                  | -                  | -                  | -           | -           | -           | 39     | -54    |
| 2024-2025        | Lecce            | A                | 38         | -58        | CI              | 1               | -1              | -                  | -                  | -                  | -           | -           | -           | 39     | -59    |
| Totale Lecce     | Totale Lecce     | Totale Lecce     | 114        | -158       |                 | 3               | -4              |                    | -                  | -                  |             | -           | -           | 117    | -162   |
| Totale carriera  | Totale carriera  | Totale carriera  | 259        | -321       |                 | 17              | -23             |                    | -                  | -                  |             | -           | -           | 276    | -344   |

### Cronologia presenze e reti in nazionale
| Cronologia completa delle presenze e delle reti in nazionale ― Italia under 20 | Cronologia completa delle presenze e delle reti in nazionale ― Italia under 20 | Cronologia completa delle presenze e delle reti in nazionale ― Italia under 20 | Cronologia completa delle presenze e delle reti in nazionale ― Italia under 20 | Cronologia completa delle presenze e delle reti in nazionale ― Italia under 20 | Cronologia completa delle presenze e delle reti in nazionale ― Italia under 20 | Cronologia completa delle presenze e delle reti in nazionale ― Italia under 20 | Cronologia completa delle presenze e delle reti in nazionale ― Italia under 20 |
| Data                                                                           | Città                                                                          | In casa                                                                        | Risultato                                                                      | Ospiti                                                                         | Competizione                                                                   | Reti                                                                           | Note                                                                           |
| ------------------------------------------------------------------------------ | ------------------------------------------------------------------------------ | ------------------------------------------------------------------------------ | ------------------------------------------------------------------------------ | ------------------------------------------------------------------------------ | ------------------------------------------------------------------------------ | ------------------------------------------------------------------------------ | ------------------------------------------------------------------------------ |
| 8-9-2015                                                                       | Martigny                                                                       | Svizzera under 20                                                              | 0 – 0                                                                          | Italia under 20                                                                | Elite League Under-20                                                          | -                                                                              |                                                                                |
| 7-10-2015                                                                      | Montelupo Fiorentino                                                           | Italia under 20                                                                | 2 – 2                                                                          | Polonia under 20                                                               | Elite League Under-20                                                          | -2                                                                             |                                                                                |
| 12-11-2015                                                                     | Osnabrück                                                                      | Germania under 20                                                              | 0 – 2                                                                          | Italia under 20                                                                | Elite League Under-20                                                          | -                                                                              |                                                                                |
| 17-11-2015                                                                     | Meda                                                                           | Italia under 20                                                                | 1 – 1                                                                          | Svizzera under 20                                                              | Elite League Under-20                                                          | -1                                                                             |                                                                                |
| 23-3-2016                                                                      | Stettino                                                                       | Polonia under 20                                                               | 0 – 3                                                                          | Italia under 20                                                                | Elite League Under-20                                                          | -                                                                              |                                                                                |
| Totale                                                                         |                                                                                | Presenze                                                                       | 5                                                                              |                                                                                | Reti                                                                           | -3                                                                             |                                                                                |

| Cronologia completa delle presenze e delle reti in nazionale ― Italia under 19 | Cronologia completa delle presenze e delle reti in nazionale ― Italia under 19 | Cronologia completa delle presenze e delle reti in nazionale ― Italia under 19 | Cronologia completa delle presenze e delle reti in nazionale ― Italia under 19 | Cronologia completa delle presenze e delle reti in nazionale ― Italia under 19 | Cronologia completa delle presenze e delle reti in nazionale ― Italia under 19 | Cronologia completa delle presenze e delle reti in nazionale ― Italia under 19 | Cronologia completa delle presenze e delle reti in nazionale ― Italia under 19 |
| Data                                                                           | Città                                                                          | In casa                                                                        | Risultato                                                                      | Ospiti                                                                         | Competizione                                                                   | Reti                                                                           | Note                                                                           |
| ------------------------------------------------------------------------------ | ------------------------------------------------------------------------------ | ------------------------------------------------------------------------------ | ------------------------------------------------------------------------------ | ------------------------------------------------------------------------------ | ------------------------------------------------------------------------------ | ------------------------------------------------------------------------------ | ------------------------------------------------------------------------------ |
| 16-6-2014                                                                      | Meyrin                                                                         | Svizzera under 19                                                              | 2 – 4                                                                          | Italia under 19                                                                | Amichevole                                                                     | -1                                                                             | 62’                                                                            |
| Totale                                                                         |                                                                                | Presenze                                                                       | 1                                                                              |                                                                                | Reti                                                                           | -1                                                                             |                                                                                |

## Filmografia
- Viaggi di nozze, regia di Carlo Verdone (1995)